# Erwin Kremers
Erwin Kremers (* 24. březen 1949, Mönchengladbach) je bývalý německý fotbalista, který reprezentoval Západní Německo. Nastupoval především na postu útočníka.
Se západoněmeckou reprezentací vyhrál mistrovství Evropy 1972. V národním týmu odehrál 15 zápasů, v nichž vstřelil 3 branky.
Dvakrát vyhrál německý pohár, jednou s Kickers Offenbach (1969/70), jednou se Schalke 04 (1971/72). V Bundeslize, kde strávil celou kariéru, dosáhl nejlepšího výsledku v sezónách 1971/72 a 1976/77, v obou případech se Schalke skončil na druhém místě.